# Brush (Colorado)
Brush ist eine City im US-Bundesstaat Colorado und liegt rund 140 km nordöstlich der Landeshauptstadt Denver im Einzugsgebiet des South Platte. Sie ist nach dem Verwaltungssitz Fort Morgan die zweitgrößte Stadt von Morgan County. Die Stadt liegt in einer ertragreichen Region der Great Plains; zu den wichtigsten landwirtschaftlichen Erzeugnissen gehören Weizen, Soja und Zuckerrüben.
Die Stadt wurde 1882 nach Jared L. Brush benannt, der im Jahre 1859 während des Colorado-Goldrauschs in die Front Range kam und eine Ranch im Big Thompson Valley, nahe dem heutigen Jamestown, besaß. Er wurde später Sheriff in Weld County und 1894 Vizegouverneur in Colorado.